# سرحد أباد
سرحد أباد هي مدينة تقع في ولاية ماري، تركمانستان على الحدود مع أفغانستان. بلغ عدد سكان المدينة في 1991 5000 نسمة.